# جوني جونستون (لاعب كرة قاعدة)
جوني جونستون (بالإنجليزية: Johnny Johnston)‏ هو لاعب كرة قاعدة أمريكي، ولد في 28 مارس 1890 في لونغفيو في الولايات المتحدة، وتوفي في 7 مارس 1940 في سان دييغو في الولايات المتحدة.

## وصلات خارجية
- جوني جونستون على موقعبيزبول رفرنس.كوم (الدوري الرئيسي) (الإنجليزية)
- جوني جونستون على موقعبيزبول رفرنس.كوم (الدوري الثانوي) (الإنجليزية)